# Heizmannia chengi
Heizmannia chengi är en tvåvingeart som beskrevs av Lien 1968. Heizmannia chengi ingår i släktet Heizmannia och familjen stickmyggor. Inga underarter finns listade i Catalogue of Life.